# Кролл, Вильгельм
Вильгельм Юстин Кролл или Гийом Жюстен Кроль (нем. William Justin Kroll; 24 ноября 1889, Эш-сюр-Альзетт — 30 марта 1973, Брюссель) — люксембуржский металлург. Наиболее известен изобретением в 1940 году процесса Кролла, который используется для извлечения металлического титана из руды

## Биография
В 1909 году окончил Люксембургский Атенеум, в 1910 году поступил на металлургический факультет в Берлинский технический университет, который окончил в 1914 году. Следующие четыре года, писал докторскую диссертацию под руководством профессора К. А. Гофмана.
Работая в Германии в 1918 году, Кролл изобрел подшипниковый сплав на основе свинца, получивший коммерческое название «Лург», и получил несколько патентов, связанных с металлургией. В Австрии в 1922 году он разработал сплавы, которые использовались в основном для поршней из литого алюминия.
В 1923 году Кролл вернулся в Люксембург и создал частную лабораторию. Кролл изобрел дисперсионное твердение (PH) нержавеющей стали в 1929 году, добавив небольшое количество титана в нержавеющую сталь и усилил ее способом термического осаждения частиц карбида титана. В 1930-х годах он сосредоточился на изучении титана и его сплавов. До Кролла титан как металл был лабораторной редкостью. В 1938 году титан был впервые обработан на заводе Cerametal в Берелданже, Люксембург. Кролл посетил США, прибыв в Нью-Йорк на борту корабля «Королева Мария» из Шербура, 18 октября 1938 года. Интереса к титану в то время не было и, разочарованный, он вернулся назад в Люксембург. В 1940 году Кролл решил эмигрировать в Соединенные Штаты опасаясь прихода к власти нацистов. Он прибыл в Нью-Йорк 22 февраля 1940 года, отплыв из Роттердама, 10 февраля 1940 года. 10 мая 1940 года немецкие войска вторглись в Люксембург, оккупировав страну на следующие четыре года.
25 июня 1940 года Ведомство США по патентам и товарным знакам выдало патент на метод Кролла по производству титана и его сплавов. 4 декабря 1940 года Кролл подал заявление на получение гражданства США. Он работал инженером-консультантом в исследовательской лаборатории Union Carbide в Ниагара-Фолс. Когда США объявили войну странам Оси в декабре 1941 года, патент Кролла был конфискован правительством США, как подпадающий под действие Закона о хранителе имущества иностранцев, что привело к семилетнему судебному разбирательству, закончившемуся в пользу Кролла. Судебные издержки в размере более 1 миллиона долларов съели присужденную Кроллу компенсацию. Постепенно правительство США и промышленность начали осознавать потенциал титана. Правительство США создало исследовательский центр в Боулдере в 1944 году, а в конце 1948 года компания DuPont начала коммерческое производство титана с использованием процесса Кролла. Со временем внимание Кролла переключилось на цирконий. В 1945 году он стал металлургом-консультантом в Министерстве внутренних дел США Горнорудное управление в их исследовательском центре в Олбани, Орегон. Первая полоса циркония была выпущена там в августе 1946 года. В 1951 году Уильям Кролл начал преподавать в Университете штата Орегон, учредил некоммерческий фонд исследований металлов, предоставляющий стипендии и гранты в США и Европе.
Кролл вернулся в Европу в 1961 году, где и умер в Брюсселе 30 марта 1973 года.
Институт добывающей металлургии Кролла (KIEM) был основан в 1974 году по завещанию Кролла при Горной школе Колорадо, Голден, Колорадо. Финансовые средства Кролла предназначались для создания Центра передового опыта в области добывающей металлургии. С момента своего основания Институт Кролла оказывал финансовую поддержку как студентам, так и аспирантам, многие из которых впоследствии, внесли важный вклад на национальном и международном уровнях в области добычи полезных ископаемых, металлов и передовых материалов.

## Признание и награды
Кролл был посмертно занесен в Национальный зал славы изобретателей в 2000 году.
Среди других его наград были Медаль Бенджамина Франклина в 1954 году, Премия Альберта Совера за достижения от Американского общества металлов в 1955 году, Медаль Кастнера в 1960 году и Медаль Перкина в 1958 году. Он также был награжден Премией Ачесона от Электрохимического общества в 1958 году.
В честь Кролла названа улица в городе Люксембург, в деловом районе Гасперих и в Эш-сюр-Альзетт.
В сентябре 2018 года профессиональная средняя школа в Эш-сюр-Альзетт в Люксембурге, Lycée Technic d’Esch-sur-Alzette, изменила свое название на «Lycée Guillaume-Kroll».